# Apple A10
Apple A10 Fusionは、 Appleが設計した64ビットARM SoC である。 2016年9月7日(現地時間)に発表されたiPhone 7・iPhone 7 Plus が最初に搭載した。Appleの64ビットアーキテクチャーのモバイルSoCとしては第4世代目にあたる。iOS 16で、このチップを搭載するiPhone 7/7 Plusが、iPadOS 17にて(IPad (第6世代)がサポート終了となったが、iPadOS 18では同チップを搭載するiPad (第7世代)でのみ引き続きサポートが継続されている。

## 設計
A10 Fusionは2つの高性能コアと2つの高効率コアを含むApple初のbig.LITTLE配置を採用した4コアSoCで、トランジスタ数は33億個となっている。これまでの2コアからA10 Fusionで4コアに増加したが、In-Kernel Switcher (IKS)方式を採用しているため、CPUコアを全て同時に動作できない。そのため高負荷な処理をする際は高性能コア×2、低負荷時は省エネな高効率コア×2を切り替えて動作する。その関係でコアは増えたものの、動作は前世代のA9と変わらずデュアルコア駆動となる。2コア駆動やGPUのアーキテクチャなど、部分的にA9と似た構造となっている。6コアになり全コア同時駆動可能になるのは、次世代SoCのA11 Bionic以降となる。
高性能コアは2世代前のApple A8の最大2倍の速さで動作し、高効率コアは高性能コアのわずか5分の1の電力で動く。GPUは、2世代前のApple A8の最大3倍の速さで動作するとしていて、前世代のApple A9に搭載されたPowerVR Series 7XT GT7600の改良版を用いている。また、次世代のA11 Bionic世代からApple独自開発に切り替わったため、GPUにPowerVRのアーキテクチャを採用しているのは、このA10世代が最後となる。
この世代からHEVCのハードウェアエンコーダーを(デコーダーはApple A9から)搭載している。

## 採用製品
Apple A10 Fusion
iPhone 7 (2.33GHz)
iPhone 7 Plus (2.33GHz)
iPad (第6世代) (2.21GHz)
iPad (第7世代) (2.32GHz)
iPod touch (第7世代) (1.64GHz)